# Gobiodon multilineatus
Gobiodon multilineatus là một loài cá biển thuộc chi Gobiodon trong họ Cá bống trắng. Loài này được mô tả lần đầu tiên vào năm 1979.

## Từ nguyên
Tính từ định danh multilineatus được ghép bởi hai âm tiết trong tiếng Latinh: multi ("nhiều") và lineatus ("có sọc"), hàm ý đề cập đến 10–12 sọc ngang màu xanh lam từ lưng xuống bụng và 4–6 vạch xanh tương tự trên đầu của loài cá này.

## Phân bố và môi trường sống
Mẫu gốc của G. multilineatus ban đầu được thu thập từ quần đảo Hoàng Sa của Việt Nam, sau đó được ghi nhận thêm tại quần đảo Ogasawara và quần đảo Ryukyu (Nhật Bản), cùng quần đảo Chesterfield (Nouvelle-Calédonie). G. multilineatus sống cộng sinh với san hô Acropora, được tìm thấy ở độ sâu khoảng 8–66 m.

## Mô tả
Chiều dài lớn nhất được ghi nhận ở G. multilineatus là 3,5 cm.

## Sinh thái
G. multilineatus sống theo cặp đơn phối ngẫu.